# Kulma (obwód orenburski)
Kulma (ros. Кульма) – wieś (sieło) w Rosji, w obwodzie orenburski, w rejonie kwarkieńskim. W 2010 liczyła 243 mieszkańców.